# Katy Perry

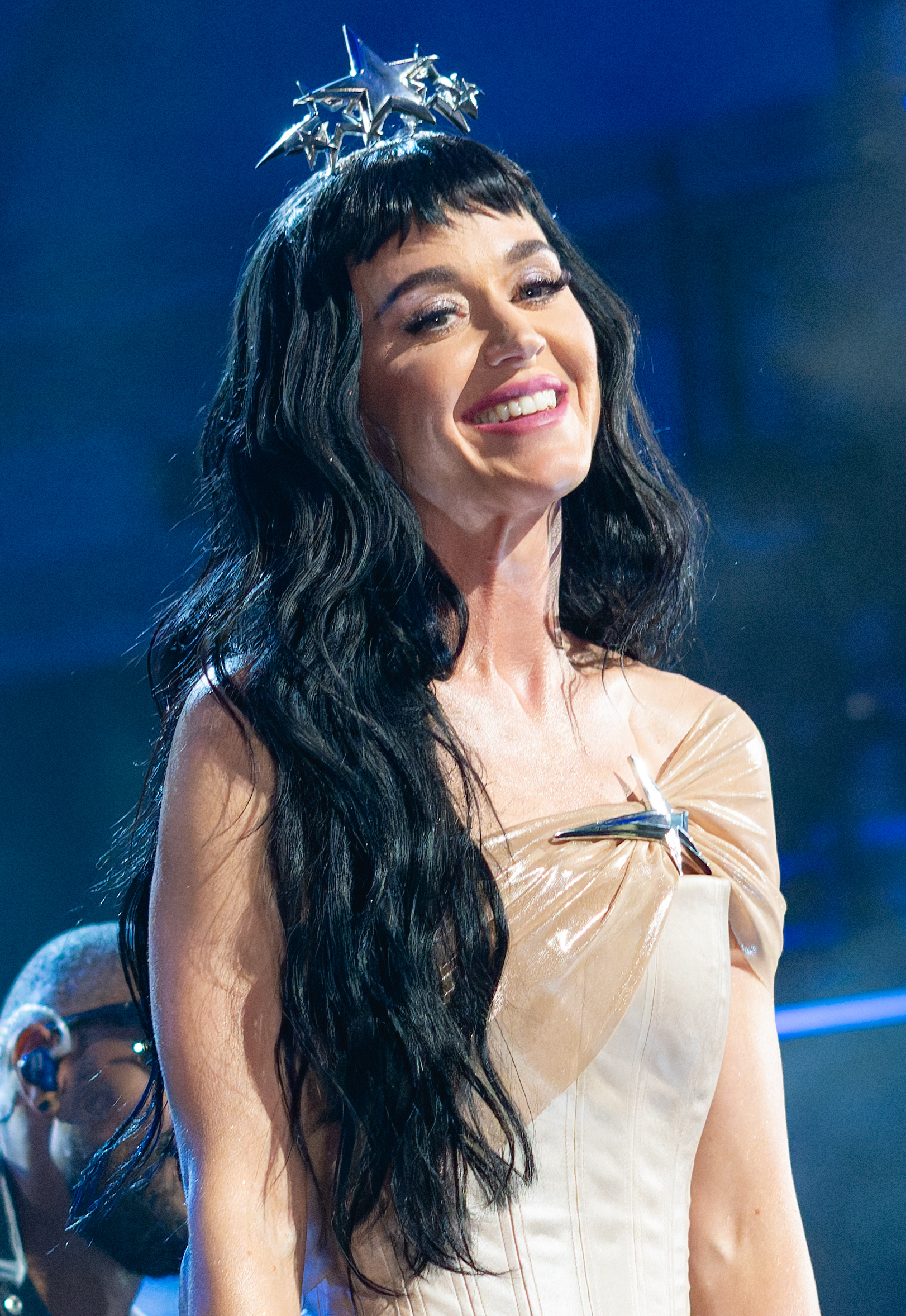
Katy Perry (2024)

Katy Perry (* 25. Oktober 1984 in Santa Barbara, Kalifornien als Katheryn Elizabeth Hudson) ist eine US-amerikanische Sängerin und Songschreiberin. Der internationale Durchbruch gelang ihr 2008 mit ihrer Debütsingle I Kissed a Girl und dem Nachfolger Hot n Cold.

## Jugend und Anfänge als Sängerin
Die Tochter des Pastors Maurice Keith Hudson und Mary Christine Perry sang bereits als Kind im örtlichen Gospelchor. Später entdeckte sie die britische Rockband Queen für sich, sie war begeistert von der Stimme von Frontmann Freddie Mercury. Perry schloss die Highschool nicht ab.
2001 erhielt sie beim Label Red Hill Records einen Vertrag. Kurz darauf veröffentlichte sie unter dem Namen Katy Hudson das gleichnamige Debütalbum, das aber kommerziell erfolglos blieb, obwohl es „breiten Anklang in der christlichen Musikszene“ fand. Nach dem Erscheinen ihres ersten Albums wählte sie den Geburtsnamen Perry ihrer Mutter als Künstlernamen, um nicht mehr mit der Schauspielerin Kate Hudson verwechselt zu werden.
2004 arbeitete Perry für das Label The Matrix; sie begann mit der Arbeit an ihrem ersten Mainstream-Album, das 2005 erscheinen sollte. Einige Titel wurden auf ihrer Myspace-Seite veröffentlicht, und Simple ist auf dem Soundtrack von Eine für 4 enthalten. In Nashville lernte Perry den Musikproduzenten Glen Ballard kennen, der bereits für No Doubt gearbeitet hatte. Dieser förderte sie und stand ihr bei den ersten professionellen Aufnahmen mit Rat und Tat zur Seite. Von da an geriet sie immer mehr ins Blickfeld einflussreicher Produktionsfirmen wie Capitol Records sowie der Medien.

## Karriere

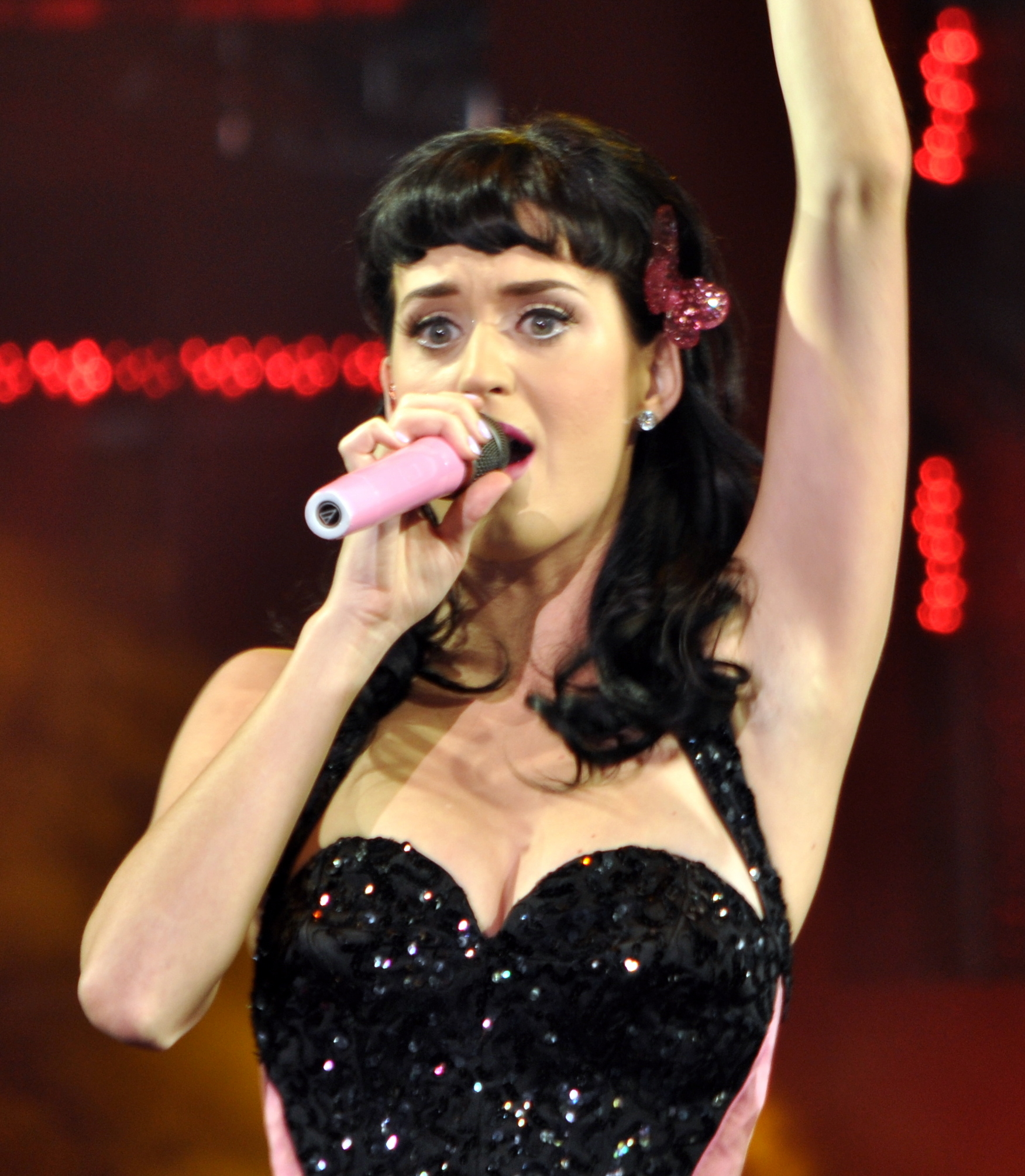
Katy Perry (2008)

### 2008–2009:One of the Boys
Im Mai 2008 wurde die erste Single I Kissed a Girl aus ihrem Album One of the Boys in den USA veröffentlicht, das sie dort auf der Warped Tour vorstellte. Der Song erreichte Platz eins in Kanada und im Juni auch die Spitze der US-amerikanischen und australischen Charts. Am 1. August wurde der Song auch in Deutschland veröffentlicht und stieg auf Platz 2 der Media-Control-Single-Charts ein. In der dritten Woche eroberte das Lied auch in Deutschland Platz 1.
Als zweite Single folgte der Song Hot n Cold, der am 22. November 2008 als erster Download-Titel den Charteinstieg auf Position 2 in Deutschland schaffte. Mit der Veröffentlichung als CD erreichte Hot N Cold eine Woche später die Spitze der deutschen Charts und konnte sich dort acht Wochen halten. Für das Computerspiel Sims 2 – Apartment-Leben nahm Perry ihre Songs Hot N Cold und Last Friday Night neu in der fiktiven Sprache Simlisch auf. Letztgenanntes ist das Einlauflied der Dartspielerin Fallon Sherrock.
Am 6. November 2008 moderierte Perry die MTV Europe Music Awards 2008 und gewann die Auszeichnung als Bester Newcomer. Für den ECHO 2009 war sie in der Kategorie Hit des Jahres nominiert. Auch 2009 moderierte Perry in Berlin die EMAs. Am 13. November 2009 erschien ein CD/DVD-Mitschnitt ihres MTV-Unplugged-Konzertes, aufgenommen am 22. Juli 2009 in New York City.

### 2010–2012:Teenage Dream

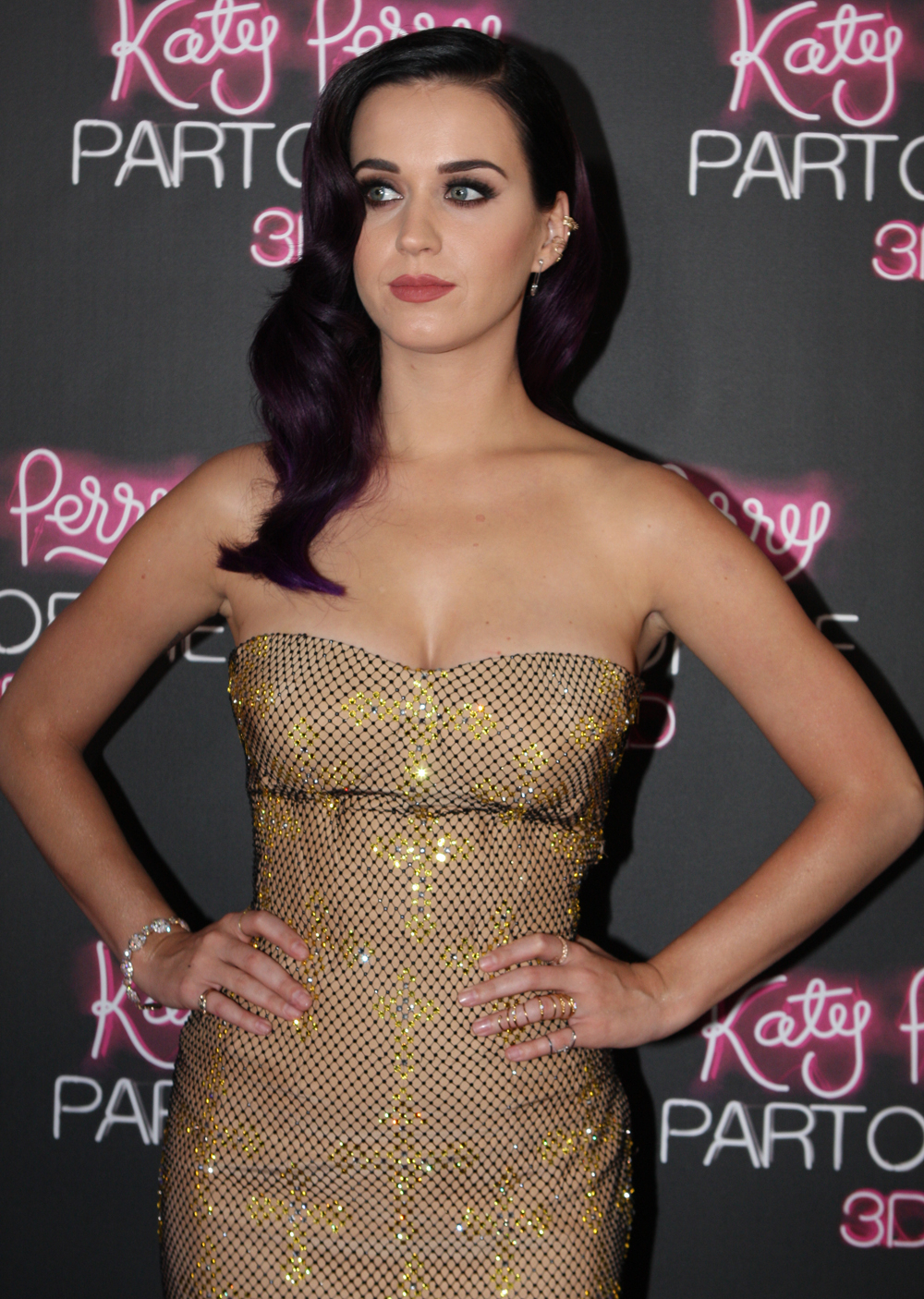
Katy Perry (2012)

Am 11. Mai 2010 veröffentlichte sie mit California Gurls die erste Auskopplung ihres Albums Teenage Dream. Dieser entstand in Zusammenarbeit mit dem US-amerikanischen Rapper Snoop Dogg. Sowohl in Deutschland, Österreich und der Schweiz, als auch im Vereinigten Königreich und den USA erreichte das Lied mindestens Platin-Status. In den USA wurde es über 6 Millionen Mal verkauft. Insbesondere das bunte Musikvideo erhielt Aufmerksamkeit.
Ab September 2010 wurde Perry mit ihrem Song Teenage Dream als Imagekampagne für ProSieben und ProSieben Austria genutzt. Am 2. Oktober 2010 war sie Gast und Wettpatin in der ZDF-Live-Show Wetten, dass..? bei Thomas Gottschalk. Ende September 2010 wurde auf der Videoplattform YouTube ein Vorab-Video aus einer Folge der Kinderserie Sesamstraße veröffentlicht, in der Perry mitspielte. Der Ausschnitt sollte in einer der nächsten Folgen veröffentlicht werden. Einige amerikanische Eltern stießen sich jedoch an der aus ihrer Sicht zu knappen Bekleidung Perrys und veranlassten die Macher mit kritischen Videokommentaren dazu, die Szene nicht auszustrahlen.
Zugleich begann eine Kooperation zwischen Perry und der Deutschen Telekom. Diese umfasste neben dem Sponsoring von Auftritten sowie der Promotion der kommenden Single Firework auch eine Kampagne zur Rekrutierung von Fans aus Ländern in Mittel- und Osteuropa, in denen die Deutsche Telekom aktiv war, für den Dreh des entsprechenden Musikvideos.
Am 26. Oktober 2010 erschien schließlich Firework als dritte Single-Auskopplung. Auch diese erreichte in über 20 Ländern die Top-10. Für 10 Millionen Verkäufe in den USA erhielt Perry eine Platin-Schallplatte. Mit dem US-amerikanischen Rapper Kanye West nahm sie eine Neuversion des Album-Tracks ET auf. Diese erschien im Februar 2011 als Single. Mit dieser konnte Perry ein weiteres Mal die Top-10 etlicher Länder und knapp 10 Millionen Verkäufe erreichen.
Von Februar bis Januar 2012 ging Perry mit der California Dreams Tour auf Welttournee, um ihr drittes Studioalbum Teenage Dream zu bewerben. Außerdem spielte sie in der Folge Oh Honey der Fernsehserie How I Met Your Mother mit, die in den USA am 7. Februar 2011 ausgestrahlt wurde. Hierfür gewann sie den People’s Choice Award als beliebteste Gastschauspielerin einer Serie. In der Simpsons-Folge The Fight Before Christmas (Staffel 22, Episode 8) spielte sie, neben den in Form von Muppets-Puppen auftretenden Simpsons-Figuren, als erste real auftretende Person mit. In dem 2011 erschienenen Film Die Schlümpfe spricht Perry in der englischsprachigen Originalfassung die Schlumpfine.
Nachdem auch die letzte Singleauskopplung Last Friday Night (T.G.I.F.) Platz eins der US-Hitparade erreicht hat, ist sie nach Michael Jackson mit seinem Album Bad der zweite Künstler, der fünf Singles eines Albums an der Spitze der US-Charts platzieren konnte. Am 13. Februar veröffentlichte Perry die Single Part of Me, die erneut Platz 1 der US- und UK-Charts erreichte. Im August wurde außerdem eine autobiographische Dokumentation mit dem Titel Katy Perry: Part of Me in den Kinos ausgestrahlt, die von ihrem Leben und ihrer Karriere handelt und Szenen aus ihrer letzten Tournee zeigt. In der Kategorie „Choice Summer Movie: Comedy/Music“ wurde der Film 2012 mit einem Teen Choice Award ausgezeichnet. Am 25. September 2012 wurde sie vom Billboard-Magazin zur Woman of the Year ernannt. Bei der Präsidentschaftswahl 2012 unterstützte sie Amtsinhaber Barack Obama durch einige musikalische Auftritte wie dem 30 Days to Victory-Konzert.

### 2013–2015:Prism

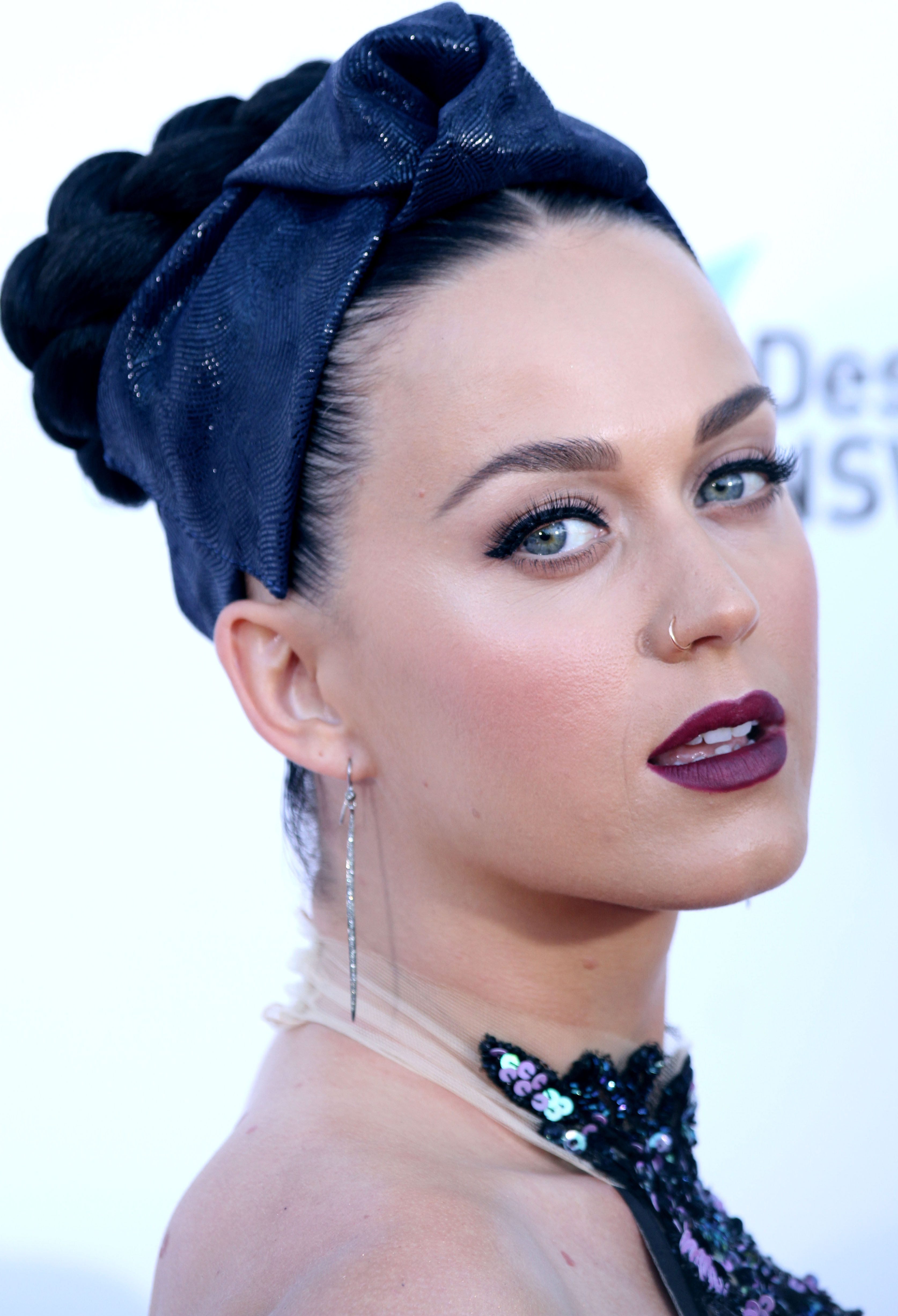
Katy Perry (2014)

Im August 2013 erschien die erste Vorab-Single-Auskopplung ihres kommenden Albums. Der Song trägt den Titel Roar und rückte bis auf Platz eins der Billboard Hot 100 vor. Zudem erreichte es in unter anderem Deutschland, Österreich und im Vereinigten Königreich Platin-Status. Über 10 Millionen Verkäufe zählt das Lied. Unconditionally erschien parallel zum Release ihres vierten Studioalbums Prism als zweite Single-Auskopplung. Während diese keine Top-10-Platzierung einräumen konnte, erreichte Prism die Top-3 in Deutschland, Österreich und der Schweiz sowie die Spitze in den USA und Großbritannien.
Am 17. Dezember 2013 folgte mit Dark Horse die dritte Single-Auskopplung, die wieder hohe Chartplatzierungen erreichte. Im Februar 2014 rückte es bis an die Spitze der US-amerikanischen Single-Charts und erreichte für 10 Millionen Verkäufe Diamanten-Status. Als Gastmusiker wirkte Rapper Juicy J bei dem von Trap-beeinflussten Lied mit. Im April erschien das Lied Birthday als vierte Single aus dem Album.
Von Mai 2014 bis Oktober 2015 lief Perrys Tournee The Prismatic World Tour, mit der sie ihr Album promotete. Am 1. Februar 2015 trat Perry neben Missy Elliott und Lenny Kravitz in der Halbzeitpause des Super Bowl XLIX auf. Im Juni 2015 belegte sie Platz drei der Forbes-Liste der „bestbezahlten Stars weltweit“. Als letzte Single aus dem Album wurde This Is How We Do im Sommer 2014 ausgekoppelt. Ein Remix mit dem Rapper Riff Raff erfuhr ebenfalls eine offizielle Single-Veröffentlichung. Parallel zu den Aufnahmen erfolgten auch die Aufnahmen für das Lied Walking on Air, das bereits im September des Vorjahres als Promo-Single veröffentlicht wurde.

### 2016–2019:Witness

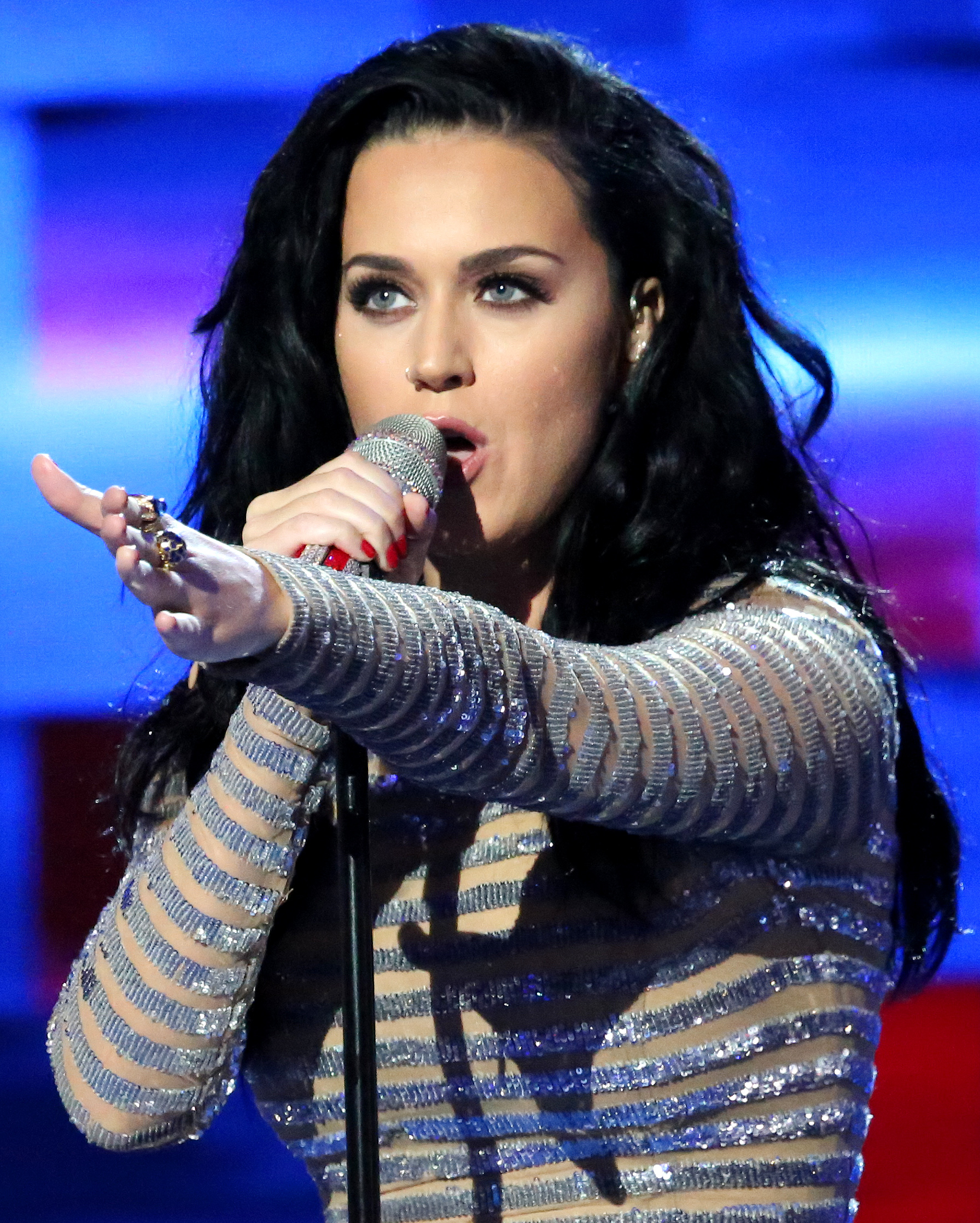
Katy Perry (2016)

Im Juli 2016 erschien Perrys Popsong Rise. Während das Stück in Deutschland Platz 39 erreichte, rückte es in den USA bis auf Rang 11 vor. In Australien und Finnland erreichte Rise Spitzenplatzierungen. Das Lied war die offizielle Hymne der NBC-Sports-Berichterstattung der Olympischen Sommerspiele 2016.
Mit der im Februar 2017 erschienenen Single Chained to the Rhythm erreichte die Sängerin die Top-10 von Deutschland, Österreich, der Schweiz sowie die Top-5 im Vereinigten Königreich und den USA. Bei dem vom Reggae beeinflussten Song wirkte Rapper Skip Marley als Gast mit. Im April 2017 wurde das Lied Bon Appétit veröffentlicht. Hierfür arbeitete sie mit US-amerikanischen Hip-Hop-Trio Migos zusammen. In Zusammenarbeit mit der Rapperin Nicki Minaj veröffentlichte Perry im Mai 2017 die Single Swish Swish. Die drei Songs sind auf Perrys fünftem Studioalbum Witness enthalten, das im Juni 2017 veröffentlicht wurde. Ihre Welttournee Witness: The Tour sollte ursprünglich am 7. September 2017 beginnen, wurde wegen Produktionsverzögerungen jedoch um zwölf Tage verschoben. Sie umfasste 115 Shows.
Mit Veröffentlichung des Albums kündigte Perry in Kooperation mit YouTube einen viertägigen Livestream an. Unter dem Namen Witness World Wide streamte YouTube 24 Stunden lang live, angelehnt an das Fernseh-Format Big Brother, aus einem mit 41 Kameras präparierten Haus. Perry lebte für vier Tage in diesem Haus und stand so unter dauerhafter Beobachtung. In Anlehnung an den Namen ihres Albums Witness (Engl. für Zeuge) sollte man so Zeuge ihres normalen Lebens werden können. Jeden Morgen wurde von Perry in den sozialen Medien ein Tagesablauf veröffentlicht, in dem verschiedene Aktivitäten geplant waren, wie Fragerunden, Yoga oder Abendessen mit bekannten Persönlichkeiten wie Sia, James Corden, Jesse Tyler Ferguson und Caitlyn Jenner. 2018 war Perry Jurorin bei der Neuauflage von American Idol. Im November desselben Jahres veröffentlichte sie exklusiv auf Amazon Music einen Weihnachtssong mit dem Titel Cozy Little Christmas und ein Cover des Liedes Waving Through a Window aus dem Musical Dear Evan Hansen.

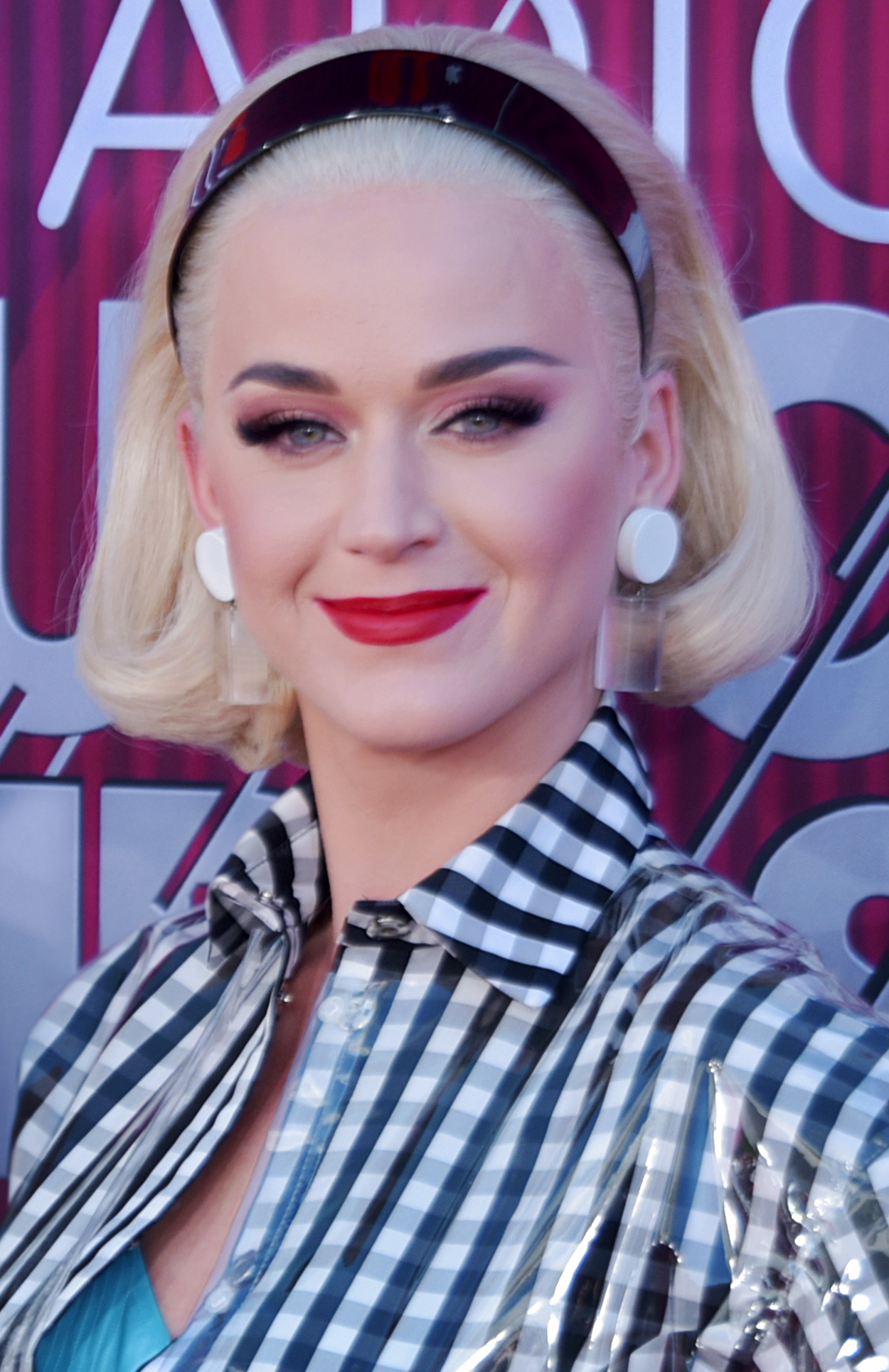
Katy Perry (2019)

Im Februar 2019 veröffentlichte Perry mit 365 eine Kollaboration mit dem deutsch-russischen DJ Zedd. Ende Mai erschien ihr Titel Never Really Over, der auch von Zedd produziert wurde. Er erreichte die Top 15 in den Vereinigten Staaten und in Großbritannien. Im August 2019 erschien ihre Single Small Talk, die von Charlie Puth produziert wurde. Die Single Harleys in Hawaii wurde Mitte Oktober 2019 veröffentlicht.
Am 1. November desselben Jahres veröffentlichte sie Cozy Little Christmas schließlich auf allen Plattformen und ein dazugehöriges Musikvideo. So konnte das Weihnachtslied auch andere Charts erreichen. Für die zweite Jahreshälfte von 2020 plante die Popsängerin die Veröffentlichung eines neuen Albums.

### 2020–2023:Smile&Play
Im Juli 2020 veröffentlichte Perry das Cover ihres nächsten Albums Smile. Das Album erschien im August und beinhaltet unter anderem die zuvor veröffentlichten Singles Never Really Over, Harleys in Hawaii und Daisies sowie die gleichnamige Single Smile, die bereits im Juli erschienen war. Im Rahmen der Amtseinführung von Joe Biden im Januar 2021 sang sie vor dem Lincoln Memorial den Song Firework.
Vom 29. Dezember 2021 bis 4. November 2023 hatte Perry eine Dauershow im Resorts World Las Vegas mit dem Namen Play. Laut der amerikanischen Fachzeitung Billboard hat die Show im Laufzeitraum rund 46,4 Millionen US-Dollar eingespielt und insgesamt über 300.000 Tickets für 80 Auftritte verkauft. Damit ist Play auf dem achten Platz der meistverkauften weiblichen Dauershows sowie auf Platz achtzehn aller Dauershows in Las Vegas und liegt damit vor der Dauershow der Backstreet Boys der Jahre 2017 bis 2019.

### Seit 2024:143
Bei einem Auftritt bei Jimmy Kimmel Live! im Februar 2024 kündigte Perry ihren Ausstieg aus American Idol nach dem Ende der 22. Staffel an. Im Juli 2024 veröffentlichte sie Woman’s World, die erste Single aus ihrem kommenden siebten Album. Einen Tag vor der Premiere des Songs enthüllte Perry den Titel und das Artwork ihres siebten Albums 143. Es wurde im September desselben Jahres veröffentlicht. Im August wurde mit Lifetimes die zweite Single des Albums ausgekoppelt. Zum Schreiben des Stücks wurde Perry durch ihre Tochter inspiriert.
Im September 2024 kündigte Perry mit der The Lifetimes Tour ihre fünfte Welttournee an. Mit 1432 erschien im Dezember 2024 eine Deluxe-Edition des Albums mit vier zusätzlichen Titeln.

## Werbeverträge und Rezeption

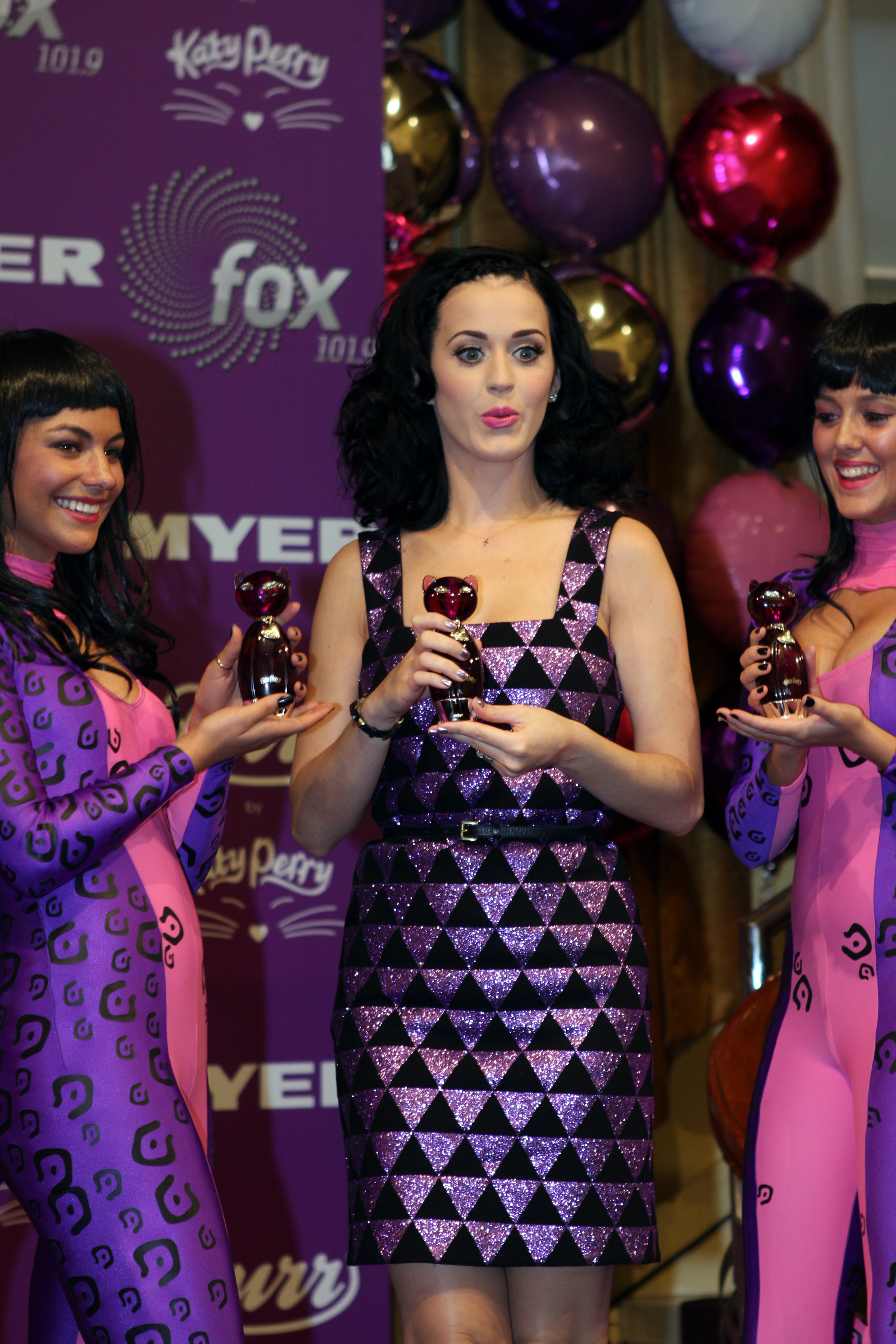
Katy Perry bei der Präsentation von Purr (2010)

2010 erschien unter ihrem Namen das Parfüm Purr; 2011 und 2013 folgten Meow und Killer Queen, das durch die Duftvarianten Royal Revolution, Oh So Sheer (2014) und Spring Reign (2015) als Serie erweitert wurde. Im Juli 2015 präsentierte sie ihr neues Parfüm Mad Potion, welches durch Mad Love im Juni 2016 einen Nachfolger erhielt. 2017 brachte sie das Parfüm Indi Visible auf den Markt. Anfang 2012 erschien bei Eylure eine Kollektion künstlicher Wimpern unter ihrem Namen. Seit 2014 bringt Perry in Zusammenarbeit mit der Ladenkette Claire’s eine Schmuckkollektion, die Prism Collection nach ihrem Design heraus. Außerdem macht sie Werbung für die Make-up-Marke CoverGirl, die italienische Modemarke Moschino und Toyota Yaris. Im Dezember 2015 war sie das Gesicht der H&M-Weihnachtskampagne, zu der sie den Song Every Day is a Holiday beisteuerte.
2012 erschien für Die Sims 3 ein Accessoires-Pack unter dem Namen Die Sims 3: Katy Perry Süße Welt sowie das Erweiterungspack Showtime: Katy Perry Collector’s Edition. Ende September 2013 wurden Perry im Wachsfigurenkabinett von Madame Tussauds drei Wachsfiguren in Sydney, Bangkok und New York City gewidmet. Zudem existieren von ihr bereits Wachsfiguren in Wien, Las Vegas, Singapur, Berlin, Orlando und Nashville.
Zwischen Juni 2014 und Juni 2015 verdiente Perry laut dem US-amerikanischem Forbes Magazin 135 Mio. US-Dollar, womit sie die am dritthöchsten bezahlte prominente Person in diesem Jahr war. 2016 beliefen sich Perrys Bruttoeinnahmen vor Steuern und Abgaben laut Forbes auf über 350 Mio. US-Dollar seit ihrem Karrierebeginn. Zu diesem Zeitpunkt wurde ihr Nettovermögen auf 125 Mio. US-Dollar geschätzt. Im Jahre 2018 war Perry laut dem Forbes Magazin die höchstbezahlte weibliche Musikerin mit einem geschätzten Jahreseinkommen von 83 Mio. US-Dollar. Ein Jahr später (2019) verdiente sie 57,5 Mio. US-Dollar. Laut dem US-amerikanischem Forbes Magazin verdiente Perry 530 Mio. US-Dollar in den Jahren 2010 bis 2019, womit sie laut Forbes auf dem 9. Platz der Liste war. 2020 wurde ihr Einkommen von Forbes auf 38,5 Mio. US-Dollar geschätzt. Im Jahre 2023 wurde Katy Perrys Vermögen auf 340 Mio. US-Dollar geschätzt.
Von Mai 2022 bis November 2023 warb Perry für Just Eat Takeaway, in Deutschland bekannt unter dem Namen Lieferando, mit einem eigens komponierten Werbejingle unter Verwendung des Refrains der Dr.-Dre-Single Keep Their Heads Ringin’. Im Dezember 2022 warb Lego mit Perry, in dessen Weihnachtskampagne sie ihren Song Firework sang.

## Privatleben
Perry hat eine ältere Schwester und einen jüngeren Bruder. Sie war mit dem Musiker Justin York, dem Sänger Matt Thiessen, dem Schauspieler Johnny Lewis und dem Rapper Travie McCoy liiert. Von Oktober 2010 bis Januar 2012 war Perry mit Russell Brand verheiratet. Das Paar hatte sich bei den MTV Video Music Awards 2009 kennengelernt. Die Hochzeit fand im indischen Rajasthan statt, wo sich das Paar auch verlobt hatte. Von Ende 2012 bis Anfang 2014 führte Perry eine Beziehung mit dem Sänger John Mayer.
Ab Anfang 2016 war sie mit Unterbrechungen mit dem britischen Schauspieler Orlando Bloom zusammen. Im Februar 2019 haben sich die beiden verlobt. In dem Videoclip zu dem Song Daisies, der Mitte Mai 2020 erschien, badete sie nackt und hochschwanger in einem Kolk am Fuß eines Wasserfalls. Am 27. August 2020 wurde im Rahmen einer Spendenaktion von Unicef die Geburt ihrer Tochter bekanntgegeben. Im Juli 2025 wurde bekannt, dass sie und Bloom sich getrennt haben.
Perry war zusammen mit fünf weiteren prominenten Frauen am 14. April 2025 an Bord der Rakete New Shepard (Blue Origin NS-31), einer touristischen Rakete des Anbieters Blue Origin, die bis kurz über die Kármán-Linie flog. Die Reisenden gelten nach den Rahmenbedingungen der NASA nicht als kommerzielle Astronauten.

## Diskografie
Studioalben

| Jahr            | Titel Musiklabel                      | Höchstplatzierung, Gesamtwochen, AuszeichnungChartplatzierungen (Jahr, Titel, Musiklabel, Platzierungen, Wochen, Auszeichnungen, Anmerkungen) | Höchstplatzierung, Gesamtwochen, AuszeichnungChartplatzierungen (Jahr, Titel, Musiklabel, Platzierungen, Wochen, Auszeichnungen, Anmerkungen) | Höchstplatzierung, Gesamtwochen, AuszeichnungChartplatzierungen (Jahr, Titel, Musiklabel, Platzierungen, Wochen, Auszeichnungen, Anmerkungen) | Höchstplatzierung, Gesamtwochen, AuszeichnungChartplatzierungen (Jahr, Titel, Musiklabel, Platzierungen, Wochen, Auszeichnungen, Anmerkungen) | Höchstplatzierung, Gesamtwochen, AuszeichnungChartplatzierungen (Jahr, Titel, Musiklabel, Platzierungen, Wochen, Auszeichnungen, Anmerkungen) | Anmerkungen                                                  |
| Jahr            | Titel Musiklabel                      | DE | AT | CH | UK | US | Anmerkungen                                                  |
| --------------- | ------------------------------------- | --- | --- | --- | --- | --- | ------------------------------------------------------------ |
| als Katy Hudson |                                       | | | | | |                                                              |
|                 |                                       | | | | | |                                                              |
| 2001            | Katy Hudson Red Hill Records (RHCS)   | — | — | — | — | — | Erstveröffentlichung: 6. März 2001                           |
| als Katy Perry  |                                       | | | | | |                                                              |
|                 |                                       | | | | | |                                                              |
| 2008            | One of the Boys Capitol Records (EMI) | DE7 ×3Dreifachgold · (47 Wo.)DE | AT6 Platin · (42 Wo.)AT | CH6 Platin · (44 Wo.)CH | UK11 ×2Doppelplatin · (72 Wo.)UK | US9 ×3Dreifachplatin · (92 Wo.)US | Erstveröffentlichung: 17. Juni 2008 Verkäufe: + 7.000.000    |
| 2010            | Teenage Dream Capitol Records (EMI)   | DE5 ×2Doppelplatin · (… Wo.)DE | AT1 Platin · (… Wo.)AT | CH4 Gold · (… Wo.)CH | UK1 ×6Sechsfachplatin · (… Wo.)UK | US1 Diamant · (402 Wo.)US | Erstveröffentlichung: 24. August 2010 Verkäufe: + 13.755.500 |
| 2013            | Prism Capitol Records (UMG)           | DE4 Gold · (29 Wo.)DE | AT3 ×3Dreifachplatin · (38 Wo.)AT | CH2 Gold · (47 Wo.)CH | UK1 Platin · (53 Wo.)UK | US1 ×5Fünffachplatin · (102 Wo.)US | Erstveröffentlichung: 18. Oktober 2013 Verkäufe: + 6.968.500 |
| 2017            | Witness Capitol Records (UMG)         | DE10 (6 Wo.)DE | AT6 Gold · (4 Wo.)AT | CH7 (13 Wo.)CH | UK6 Gold · (14 Wo.)UK | US1 Gold · (21 Wo.)US | Erstveröffentlichung: 9. Juni 2017 Verkäufe: + 1.177.000     |
| 2020            | Smile Capitol Records (UMG)           | DE14 (3 Wo.)DE | AT8 (3 Wo.)AT | CH8 (4 Wo.)CH | UK5 (4 Wo.)UK | US5 Gold · (4 Wo.)US | Erstveröffentlichung: 28. August 2020 Verkäufe: + 652.500    |
| 2024            | 143 Capitol Records (UMG)             | DE16 (1 Wo.)DE | AT8 (1 Wo.)AT | CH12 (1 Wo.)CH | UK6 (1 Wo.)UK | US6 (2 Wo.)US | Erstveröffentlichung: 20. September 2024                     |

## Tourneen
- Hello Katy Tour (2009)
- California Dreams Tour (2011–12)
- The Prismatic World Tour (2014–15)
- Witness: The Tour (2017–18)
- The Lifetimes Tour (2025-)

## Fernsehauftritte (Auswahl)

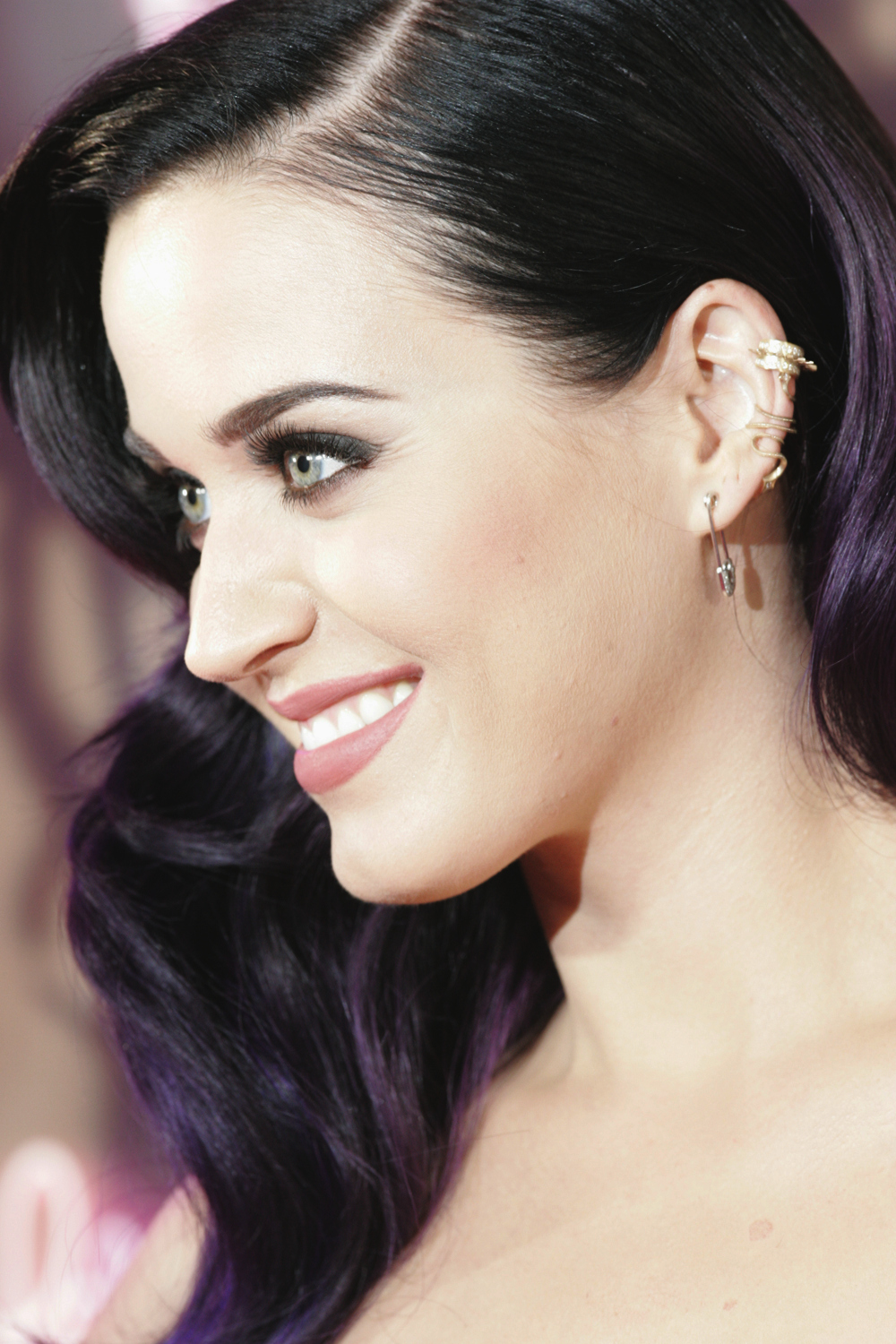
Katy Perry (2012)

- 2001: Live from Studio B (Fernsehserie, eine Folge)
- 2001: 30-cc (Fernsehserie, eine Folge)
- 2007: Musicronik (Fernsehserie, eine Folge)
- 2008: Wildfire (Fernsehserie, eine Folge)
- 2008: Schatten der Leidenschaft (The Young and the Restless, Fernsehserie, eine Folge)
- 2010: Sesamstraße (Fernsehserie, eine Folge)
- 2010: Die Simpsons (Fernsehserie, eine Folge)
- 2011: How I Met Your Mother (Fernsehserie, eine Folge)
- 2011: Die Schlümpfe (The Smurfs, Stimme)
- 2012: Raising Hope (Fernsehserie, eine Folge)
- 2012: Katy Perry: Part of Me (Dokumentation)
- 2013: Die Schlümpfe 2 (The Smurfs 2, Stimme)
- 2014: CMT Crossroads (Fernsehserie auf CMT, Konzert mit Kacey Musgraves)
- 2015: Katy Perry: The Prismatic World Tour (Konzertfilm)
- 2015: Katy Perry: Making of the Pepsi Super Bowl Halftime Show (Dokumentation)
- 2015: Jeremy Scott: The People’s Designer (Dokumentation)

## Auszeichnungen
- Billboard Music Award

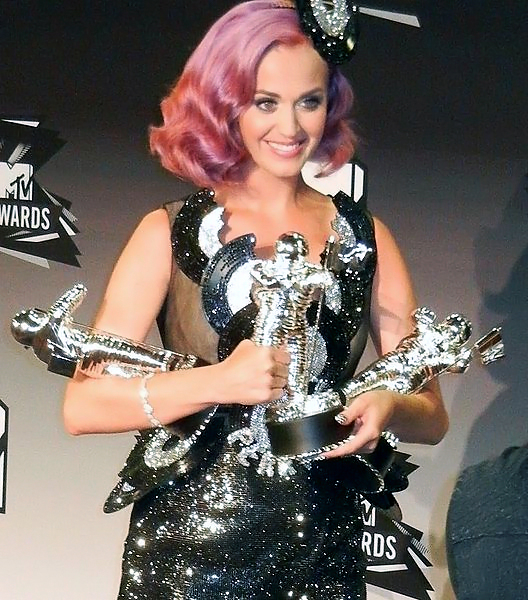
Katy Perry (2011)

  - 2011: in der Kategorie „Top Digital Songs Artist“
  - 2011: in der Kategorie „Hot 100 Artist of the Year“
  - 2012: in der Kategorie „Spotlight“
  - 2013: in der Kategorie „Woman of the Year“
  - 2014: in der Kategorie „Top Female Artist“
  - 2014: in der Kategorie „Top Digital Songs Artist“

- BRIT Awards
  - 2009: in der Kategorie „International Female Solo Artist“

- Human Rights Campaign
  - 2017: in der Kategorie „National Equality Award“

- Juno Awards
  - 2011: in der Kategorie „International Album of the Year“ (Teenage Dream)

- MTV Europe Music Awards
  - 2008: in der Kategorie „Best New Act“
  - 2011: in der Kategorie „Best Live Act“
  - 2013: in der Kategorie „Best Female“
  - 2014: in der Kategorie „Best Look“
  - 2014: in der Kategorie „Best Video“ (Dark Horse)

- MTV Video Music Awards
  - 2011: in der Kategorie „Video of the Year“ (Firework)
  - 2011: in der Kategorie „Best Collaboration“ (mit Kanye West (E.T.))
  - 2011: in der Kategorie „Best Special Effects“ (mit Kanye West (E.T.))
  - 2012: in der Kategorie „Best Art Direction in a Video“ (Wide Awake)
  - 2014: in der Kategorie „Best Female Video“ (Dark Horse)

- Nickelodeon Kids’ Choice Awards
  - 2011: in der Kategorie „Favorite Female Singer“
  - 2012: in der Kategorie „Favorite Voice From an Animated Movie“ (The Smurfs)
  - 2013: in der Kategorie „Favorite Female Singer“

- NRJ Music Awards
  - 2009: in der Kategorie „International Album of the Year“ (One of the Boys)
  - 2013: in der Kategorie „International Song of the Year“ (Roar)
  - 2013: in der Kategorie „International Female of the Year“

- People’s Choice Award
  - 2009: in der Kategorie „Favorite Pop Song“ (I kissed a Girl)
  - 2011: in der Kategorie „Favorite Female Artist“
  - 2011: in der Kategorie „Favorite Online Sensation“
  - 2012: in der Kategorie „Favorite TV Guest Star“ (How I Met Your Mother)
  - 2012: in der Kategorie „Favorite Female Artist“
  - 2012: in der Kategorie „Favorite Song of the Year“ (mit Kanye West (E.T.))
  - 2012: in der Kategorie „Favorite Music Video“ (Last Friday Night)
  - 2012: in der Kategorie „Favorite Tour Headliner“ (California Dreams Tour)
  - 2013: in der Kategorie „Favorite Female Artist“
  - 2013: in der Kategorie „Favorite Pop Artist“
  - 2013: in der Kategorie „Favorite Music Fan Following“
  - 2013: in der Kategorie „Favorite Music Video“ (Part of Me)
  - 2014: in der Kategorie „Favorite Song“ (Roar)
  - 2014: in der Kategorie „Favorite Music Video“ (Roar)

- Teen Choice Awards
  - 2009: in der Kategorie „Choice MySpacer“
  - 2010: in der Kategorie „Choice Music: Single“ (California Gurls)
  - 2010: in der Kategorie „Choice Summer Music: Song“ (California Gurls)
  - 2012: in der Kategorie „Choice Fashion: Red Carpet Fashion Icon Female“
  - 2012: in der Kategorie „Summer Movie: Comedy/Music“ (Katy Perry: Part of Me)
  - 2014: in der Kategorie „Choice Web: Social Media Queen“

- UNICEF
  - 2016: Audrey Hepburn Humanitarian Award

## Trivia
2019 hatte Perry einen Cameo-Auftritt in der Fernsehserie The Rookie, als sie ein Jury-Mitglied der Castingshow American Idol spielte (S2E16).